# Улица Пестеля (Москва)
Улица Пе́стеля — улица в районе Отрадное Северо-Восточного административного округа города Москвы. Проходит от улицы Декабристов до Северного бульвара.

## Название
Названа в 1974 году в честь Павла Ивановича Пестеля (1793—1826), участника Отечественной войны 1812 года, заграничных походов, видного декабриста, одного из основателей и председателя «Южного общества».

## Описание

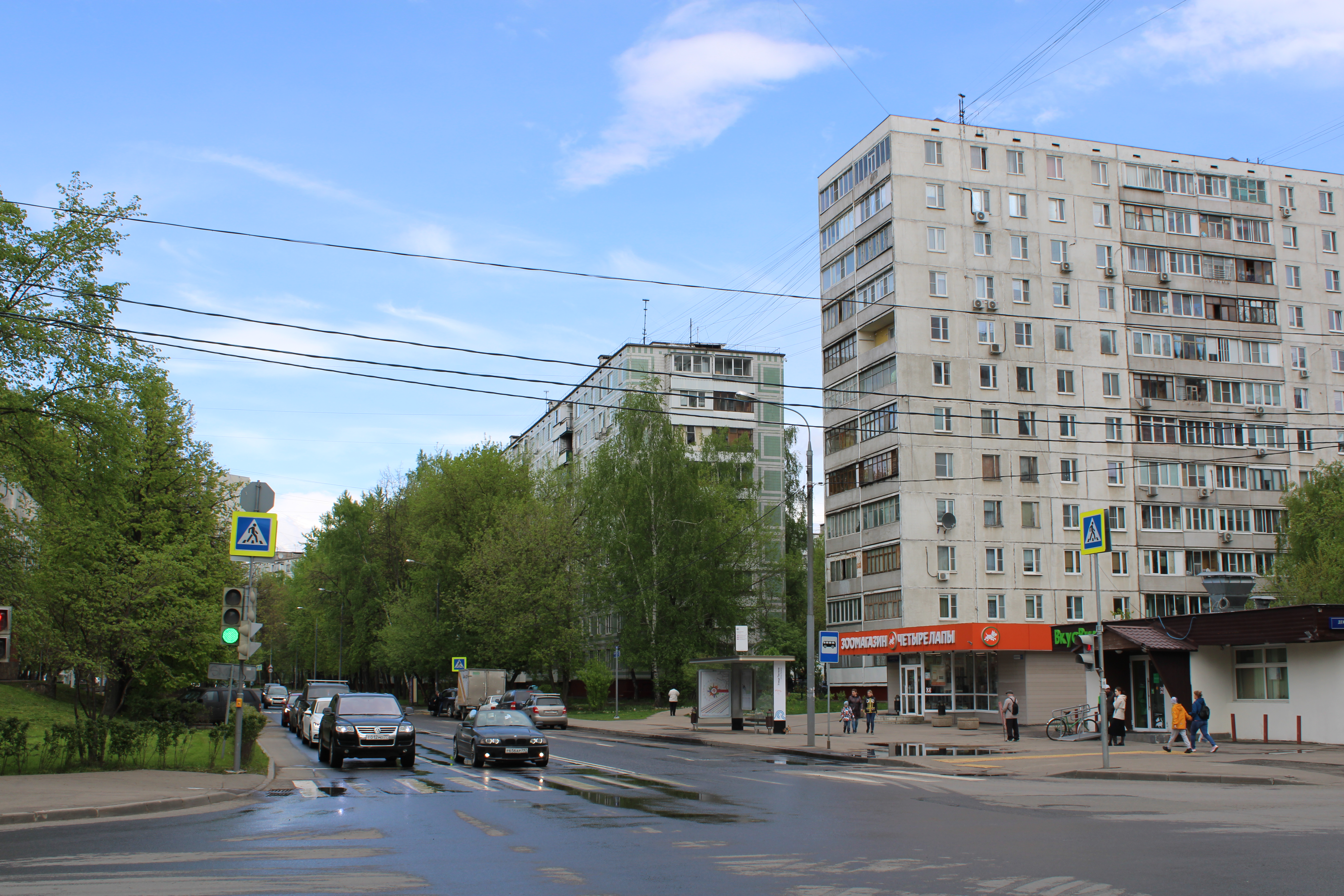
Пересечение с улицей Декабристов

Улица Пестеля проходит на северо-восток, начинаясь от улицы Декабристов как продолжение проезда Якушкина и затем поворачивая на север. Улица заканчивается в месте пересечения с Северным бульваром, переходя в улицу Бестужевых.

## История

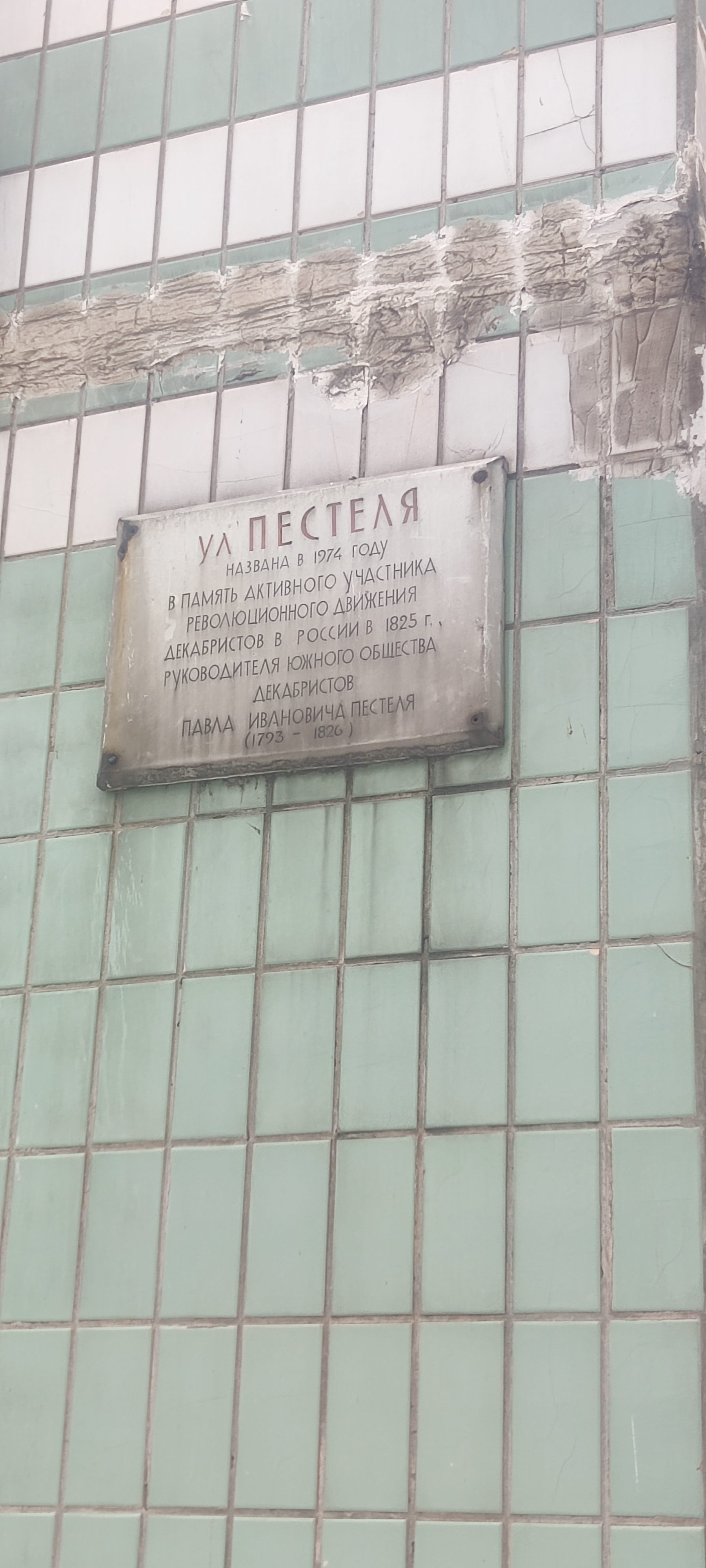
Мемориальная табличка на доме №1

В 2019 году по программе «Мой район» вдоль улицы был создан сквер. На территории обустроили детскую площадку, памп-трек, уложили прогулочные дорожки, установили фонари, перголы со скамейками и лавочки-качели.

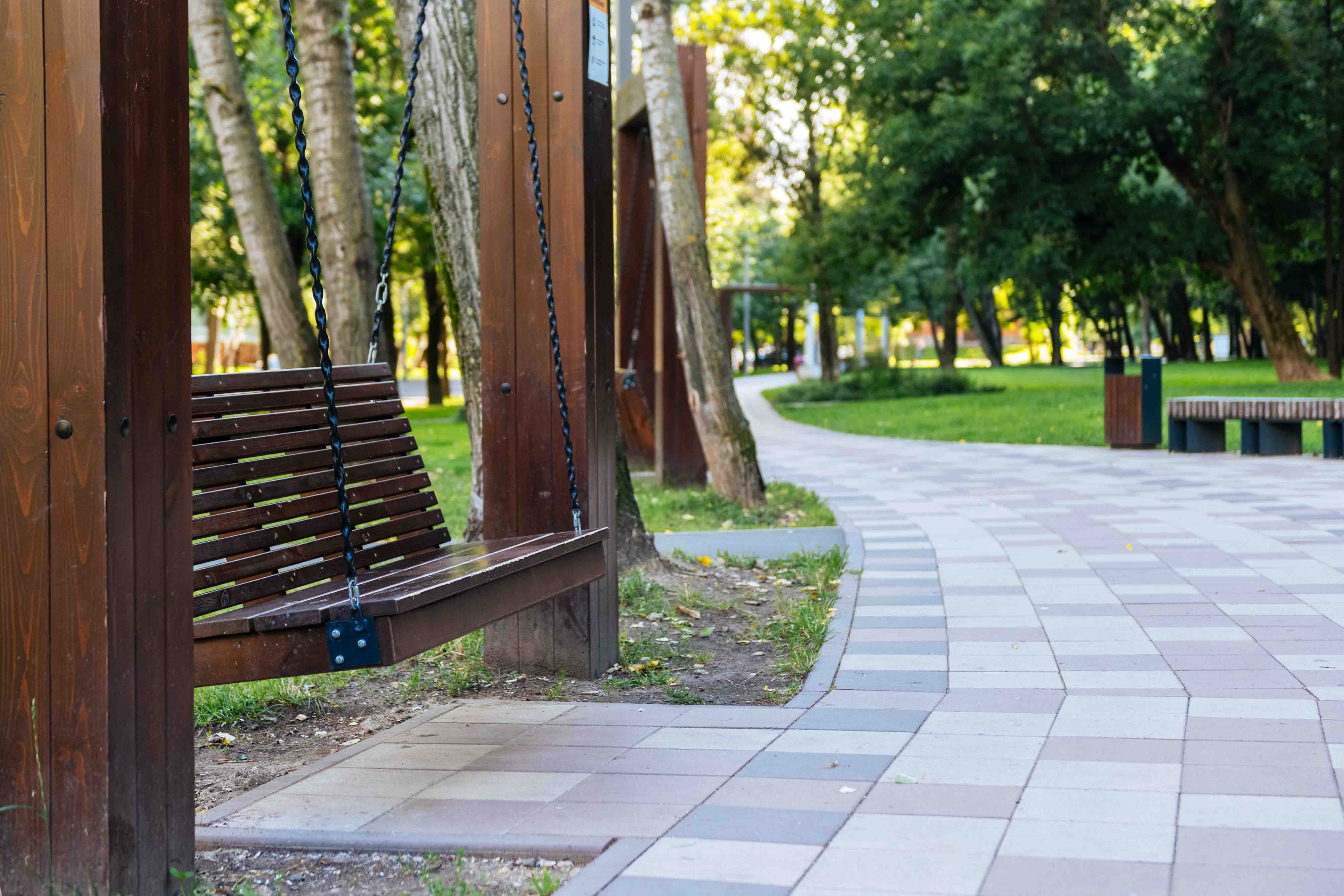
Сквер на улице Пестеля

## Общественный транспорт

### Внеуличный транспорт

#### Станцииметро
- Отрадное

### Наземный транспорт

#### Автобусы
- 23:  Тимирязевская —  Фонвизинская —  Отрадное — улица Пестеля — ЖК «Юрлово»
- 603: Платформа Яуза —  Ботанический сад — улица Пестеля — Юрловский проезд

#### Электробусы
- 803:  ВДНХ —  Отрадное — улица Пестеля —  Бескудниково